# Sint-Amanduskerk (Outer)

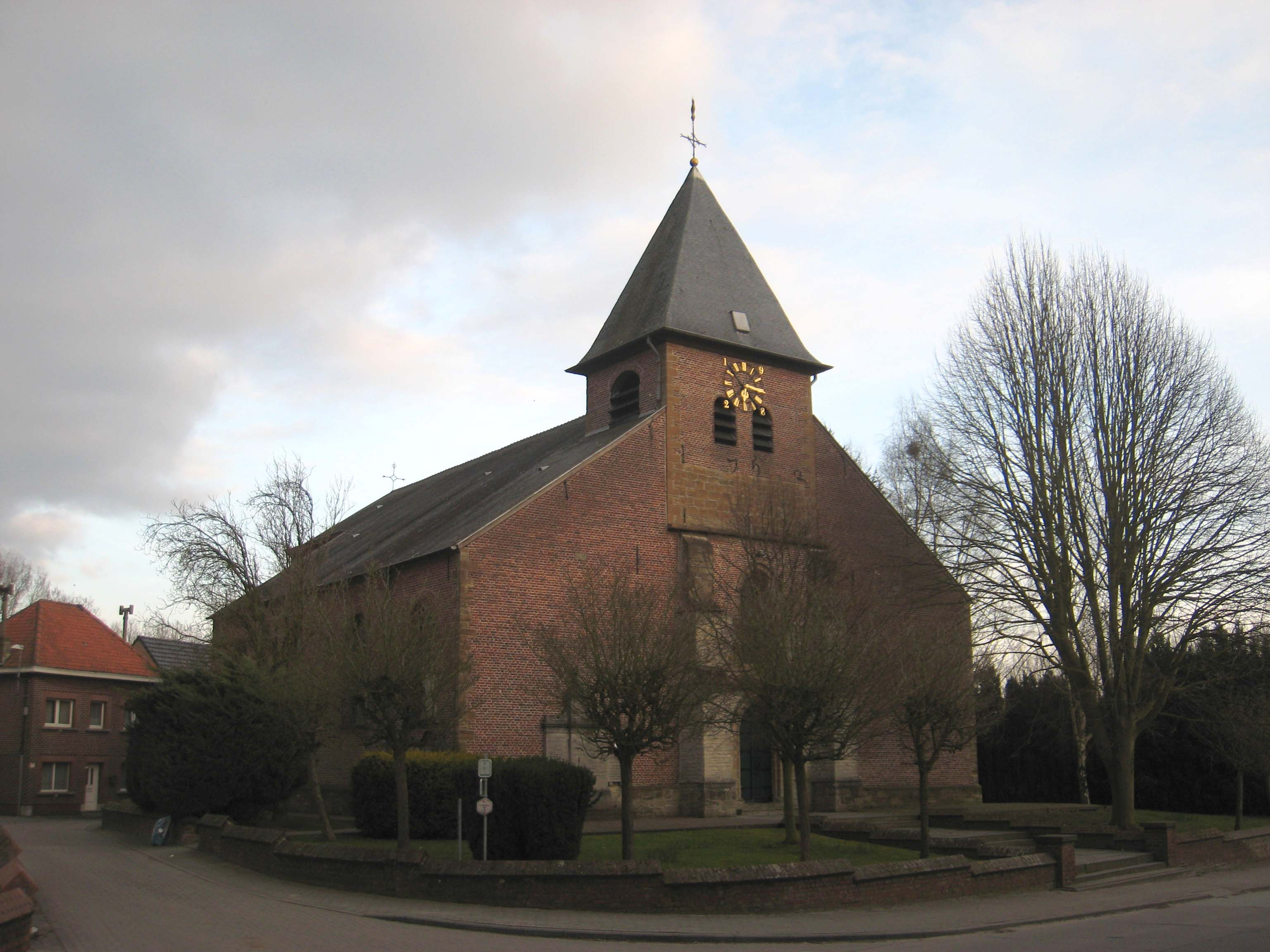
Sint-Amanduskerk

De Sint-Amanduskerk is de parochiekerk van de tot de Oost-Vlaamse gemeente Ninove behorende plaats Outer, gelegen aan de Smid Lambrechtstraat 33.

## Geschiedenis
Het patronaatsrecht van de kerk berustte bij de Abdij van Honnecourt te Honnecourt-sur-Escaut en later bij de Abdij van Sint-Cornelius en Sint-Cyprianus te Ninove. Er was sprake van een gotische kerk uit de 15e eeuw, waarvan de onderbouw van de westtoren bewaard is gebleven. In 1752 en 1928 werd de bovenbouw van de toren gerealiseerd. In 1830 werd de kerk vergroot naar ontwerp van J.B. Van Impe. In 1846 werd een nieuw koor opgetrokken.

## Gebouw
Het betreft een driebeukig kerkgebouw met ingebouwde westtoren. Van deze toren is de onderbouw in zandsteen uitgevoerd. De bovenbouw van de kerk en de overige kerkgedeelten werden in baksteen opgetrokken. De kerk wordt gedekt door een zadeldak. De vensters in de zijgevels zijn rondbogig.

## Interieur
De lambrisering en de biechtstoel zijn in rococostijl (18e eeuw). De 18e-eeuwse preekstoel en de zijaltaren zijn in barokstijl.